# Chiesa di San Giorgio dei Genovesi (Napoli)
La chiesa di San Giorgio dei Genovesi (o di San Giorgio alla Commedia Vecchia) si erge nel centro storico di Napoli, in via Medina.

## Storia e descrizione
Il suo nome deriva dal fatto che la chiesa fu presto utilizzata dalla fiorente e numerosa comunità genovese residente in città. Il nome più antico, col quale ancora oggi viene spesso indicata, è invece dovuto al fatto che la chiesa fu costruita in luogo dell'antico Teatro della Commedia Vecchia.
La Società Sportiva Calcio Napoli ha annunciato il 24 agosto 2014 di aver raggiunto un accordo con la Curia per poter installare nella Chiesa di San Giorgio dei Genovesi il museo del Napoli.
La struttura religiosa è tipicamente barocca e si eleva al di sopra di una gradinata, realizzata all'inizio del XVII secolo per opera di Bartolomeo Picchiatti. La facciata della chiesa è armoniosa e semplice nelle modanature.
L'interno della chiesa, che si presenta a croce latina con navata unica rivestita da stucchi e con una cupola, conservava una gran quantità di opere d'arte (quasi tutte trasferite), la più celebre delle quali è un dipinto di Battistello Caracciolo, Sant'Antonio risuscita un morto; quest'opera, oggi al Museo di Capodimonte, è una chiara testimonianza di quanto l'arte del Caravaggio abbia influenzato quell'epoca e l'artista, nonché la pittura napoletana.
Altre opere da menzionare sono gli affreschi di Giacomo Cestaro nella terza cappella a destra (1770), il Martirio di San Placido di Francesco De Mura (attualmente in deposito), il dipinto San Giorgio che uccide il drago di Andrea da Salerno ed altri, posto nell'abside e la pala marmorea di scuola toscana settecentesca raffigurante Sant'Agostino, nel transetto sinistro.